# حشمت باشا
أحمد حِشْمَت باشا (1275 - 1344 ه‍ / 1858 - 1926 م) هو سياسي مصري، شغل عدة مناصب وزارية في الربع الأول من القرن العشرين.

## مولده وتعليمه
ولد أحمد حشمت بن حجازي في كفر المصيلحة بمحافظة المنوفية وتعلم بها وبالقاهرة، ودرس الحقوق في فرنسا.

## حياته الوظيفية
عمل أحمد حشمت عقب حصوله على شهادة الحقوق في النيابة حتى صار محاميًا عامًا، ثم نُقل إلى سلك الإدارة فصار مديرًا لمديرية جرجا، ثم نُقل إلى مديرية أسيوط، فمديرية الدقهلية، ثم انقطع عن خدمة الحكومة وأعلن أنه ينوي العمل بالمحاماة، غير أنه عاد ثانية إلى الحكومة وتقلد ثلاث مناصب وزارية مختلفة.

## مناصبه الوزارية
تقلد حشمت باشا ثلاثة مناصب وزارية، فكان وزيرًا للمالية سنة 1910م، ثم صار وزيرًا للمعارف سنة 1913 فالأوقاف في السنة نفسها، وقد كان ـ أثناء توليه لوزارة الخارجية ـ من أعضاء اللجنة التي وضعت دستور سنة 1923.
أثناء تولي حشمت باشا وزارة المعارف أدخل علم الصحة في المدارس المصرية وأنشأ روضة الأطفال ومدارس التدبير المنزلي، واهتم بدار الكتب المصرية (الكتبخانة الخديوية)، واستصدر أمرًا عاليًا يقضي بإصلاحها وأن تكون تابعة لوزارة المعارف في إدارتها ولوزارة المالية في مراقبة حساباتها، وأن يؤلَّف لها مجلس أعلى تعقد جلساته برئاسة وزير المعارف، فألف المجلس ورأيه، وكان من باكورة أعماله أن طبع خمسة من أمهات الكتب العربية هي صبح الأعشى للقلقشندي والإحكام في أحوال الأحكام للآمدي وخصائص العربية لابن جني والطراز في حقائق الإعجاز لأمير المؤمنين أبي حمزة اليمني والاعتصام بالكتاب والسنة للشاطبي.
بذل أحمد حشمت باشا في تطوير التعليم الفني جهدا لم ينافسه فيه أحد، وهو الذي أنشأ أول مدرسة أهلية للصناعة في الإسكندرية، كذلك كان هو المنشئ الحقيقي لكليتي التجارة والزراعة.
| الوزارة               | بدا في     | انتهت في   | سبقه              | تبعه                 | !مجلس الوزراء               | عهد              |
| --------------------- | ---------- | ---------- | ----------------- | -------------------- | --------------------------- | ---------------- |
| وزير المالية          | 12/11/1908 | 21/02/1910 | أحمد مظلوم باشا   | يوسف سابا باشا       | نظارة بطرس غالي باشا        | عباس حلمي الثاني |
| وزير التربية والتعليم | 23/02/1910 | 05/04/1914 | سعد زغلول         | أحمد حلمي باشا       | نظارة محمد سعيد باشا الأولى | عباس حلمي الثاني |
| وزير الأوقاف          | 20/11/1913 | 05/04/1914 | اول وزير منذ 1884 | محمد محب باشا        | نظارة محمد سعيد باشا الأولى | عباس حلمي الثاني |
| وزير الخارجية         | 15/03/1923 | 06/08/1923 | محمود فخري باشا   | محمد توفيق رفعت      | وزارة يحيى إبراهيم باشا     | الملك فؤاد       |
| وزير المالية          | 06/08/1923 | 27/01/1924 | محمد محب باشا     | محمد توفيق نسيم باشا | وزارة يحيى إبراهيم باشا     | الملك فؤاد       |

## وفاته
توفي حشمت باشا بالقاهرة في مساء يوم 8 مايو 1926، وشُيعت جنازته في اليوم التالي وسار فيها مندوب عن الملك فؤاد الأول وعدد من الوزراء وممثلي الدول الأجنبية في مصر.

## مؤلفاته
له رسالة في التعليم بمصر سماها «من قديم الزمان إلى هذا الأوان»، وكتب بالفرنسية «التربية والتعليم».